# آوتا اوزاکا
آوتا اوزاکا (ژاپنی: 大迫 蒼人؛ زادهٔ ۲۳ مهٔ ۲۰۰۳) یک بازیکن فوتبال اهل ژاپن است.
از باشگاه‌هایی که در آن بازی کرده‌است می‌توان به باشگاه فوتبال توکیو اشاره کرد.